# Torneo Supercup 2013
Il Torneo Supercup 2013 si svolgrà dal 23 al 25 agosto 2013. Gli incontri si sono svolti nell'impianto Ratiopharm Arena, situato nella città di Nuova Ulma.

## Squadre partecipanti
1. Bosnia ed Erzegovina
2. Germania
3. Grecia
4. Macedonia

## Risultati
| Neu-Ulm 23 agosto 2013 | Macedonia | 77 – 75 | Grecia | Ratiopharm Arena |

| Neu-Ulm 23 agosto 2013 | Germania | 62 – 73 | Bosnia ed Erzegovina | Ratiopharm Arena |

| Neu-Ulm 24 agosto 2013 | Grecia | 84 – 90 | Bosnia ed Erzegovina | Ratiopharm Arena |

| Neu-Ulm 24 agosto 2013 | Germania | 67 – 81 | Macedonia | Ratiopharm Arena |

| Neu-Ulm 25 agosto 2013 | Bosnia ed Erzegovina | 84 – 93 | Macedonia | Ratiopharm Arena |

| Neu-Ulm 25 agosto 2013 | Germania | 62 – 78 | Grecia | Ratiopharm Arena |

## Classifica
| Pos. | Team                 | Punti |
| ---- | -------------------- | ----- |
| 1    | Macedonia            | 6     |
| 2    | Bosnia ed Erzegovina | 4     |
| 3    | Grecia               | 2     |
| 4    | Germania             | 0     |